# 轟埠站
轟埠站（轟為廣東話音，念gwang1) 是一座馬來西亞通勤火車站，位於馬來西亞雪蘭莪州鵝嘜縣轟埠。自 2015 年 12 月起，此站歸入巴生港綫服務。此前，它屬於萬撓-芙蓉線。

## 支綫
轟埠站曾為殖民時期一段長度23公里，通往煤炭山和八丁燕帶的支綫的起訖站，但已於1971年結束經營並拆除。

## 文獻參考
1. ↑  .   [19 August 2019].
2. ↑  "https://www.pressreader.com/malaysia/sin-chew-daily-metro-edition-evening/20180113/284258120658869"